# Lambis
Lambis – rodzaj dużych tropikalnych ślimaków morskich z rodziny skrzydelnikowatych (Strombidae), występujących w Indo-Pacyfiku, wyróżniających się fantazyjnym kształtem muszli, zwykle atrakcyjnie ubarwionych. W języku polskim określane są zwyczajową nazwą szponiatka.
Końce jajowatej muszli łączy szczelinowaty otwór. Jego zewnętrzna krawędź jest silnie rozszerzona, zaopatrzona w wybiegające na wszystkie strony, zaostrzone i szponiasto zakrzywione wyrostki, w liczbie 6–12. Długość muszli mieści się w przedziale 15–30 cm. Niektóre wyrostki (np. u Lambis pilsbryi) bywają dłuższe niż właściwa muszla.
Szponiatki są mieszkańcami płytkiego, piaszczystego dna morskiego Pacyfiku i Oceanu Indyjskiego. Roślinożerne – żywią się glonami.

## Podział systematyczny
Do rodzaju Lambis należą następujące gatunki:
- Lambis arachnoides Shikama, 1971
- Lambis cristinae Bozzetti, 1999 (hybryda L. indomaris × L. lambis)
- Lambis crocata (Link, 1807)
- Lambis hunganhi Thach, 2023
- Lambis indomaris Abbott, 1961
- Lambis lambis (Linnaeus, 1758)
- Lambis lilikae Villar, 2016 (hybryda L. sowerbyi × L. lambis)
- Lambis millepeda (Linnaeus, 1758)
- Lambis pilsbryi Abbott, 1961
- Lambis robusta (Swainson, 1821)
- Lambis scorpius (Linnaeus, 1758)
- Lambis truncata (Lightfoot, 1786)
- Lambis vietnamensis Thach, 2023

## Galeria
Muszle szponiatek

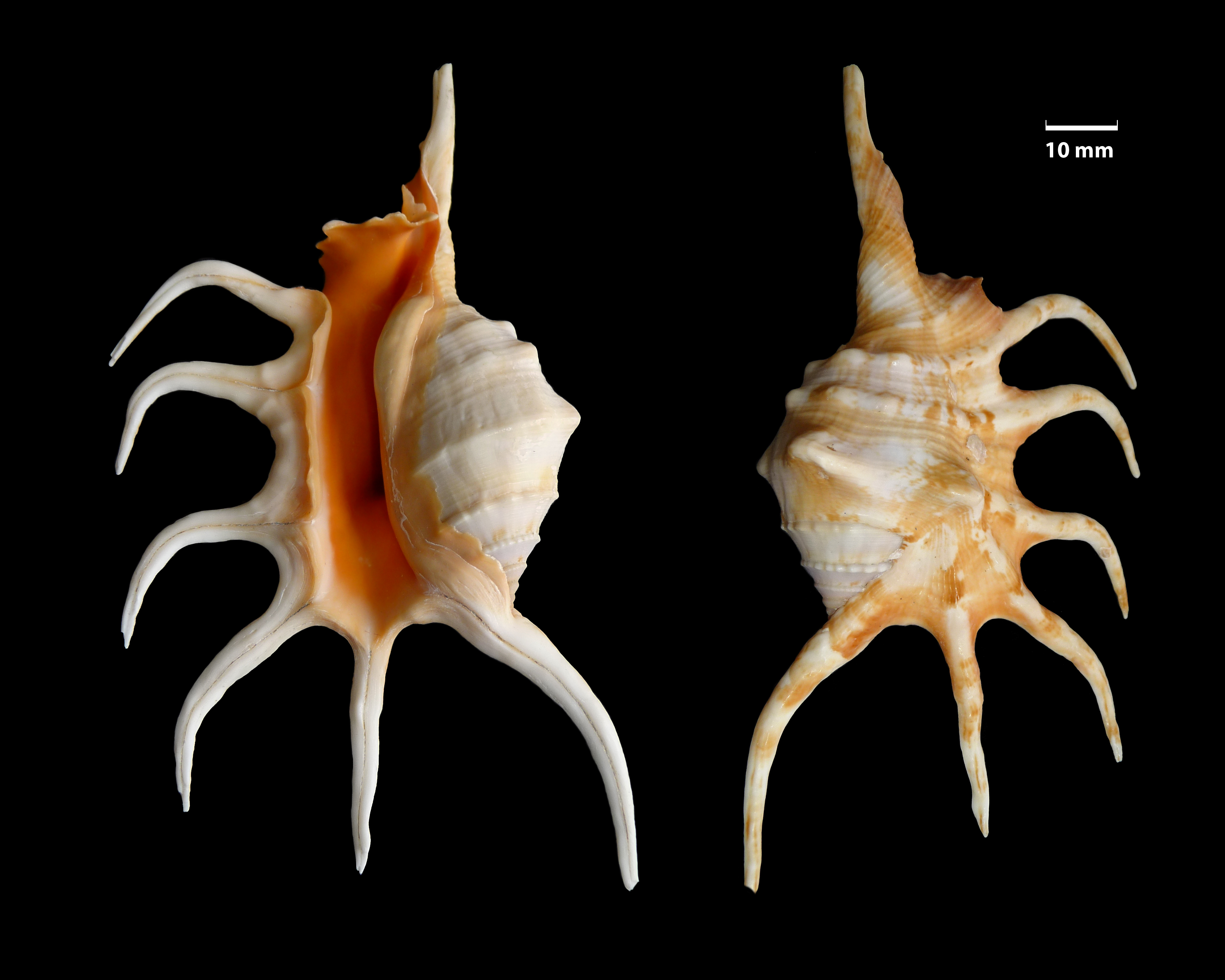
Lambis crocata
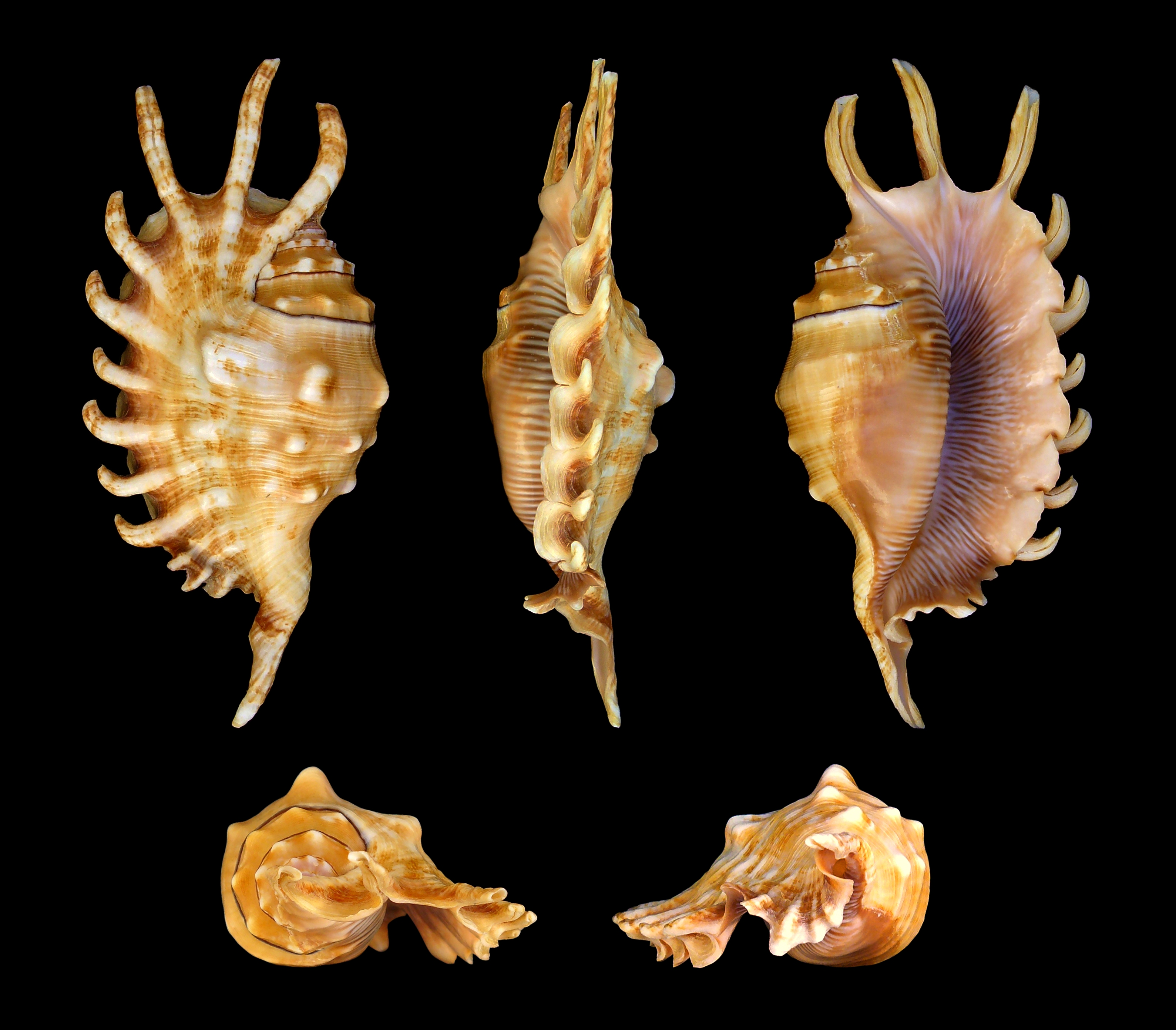
Lambis millepeda
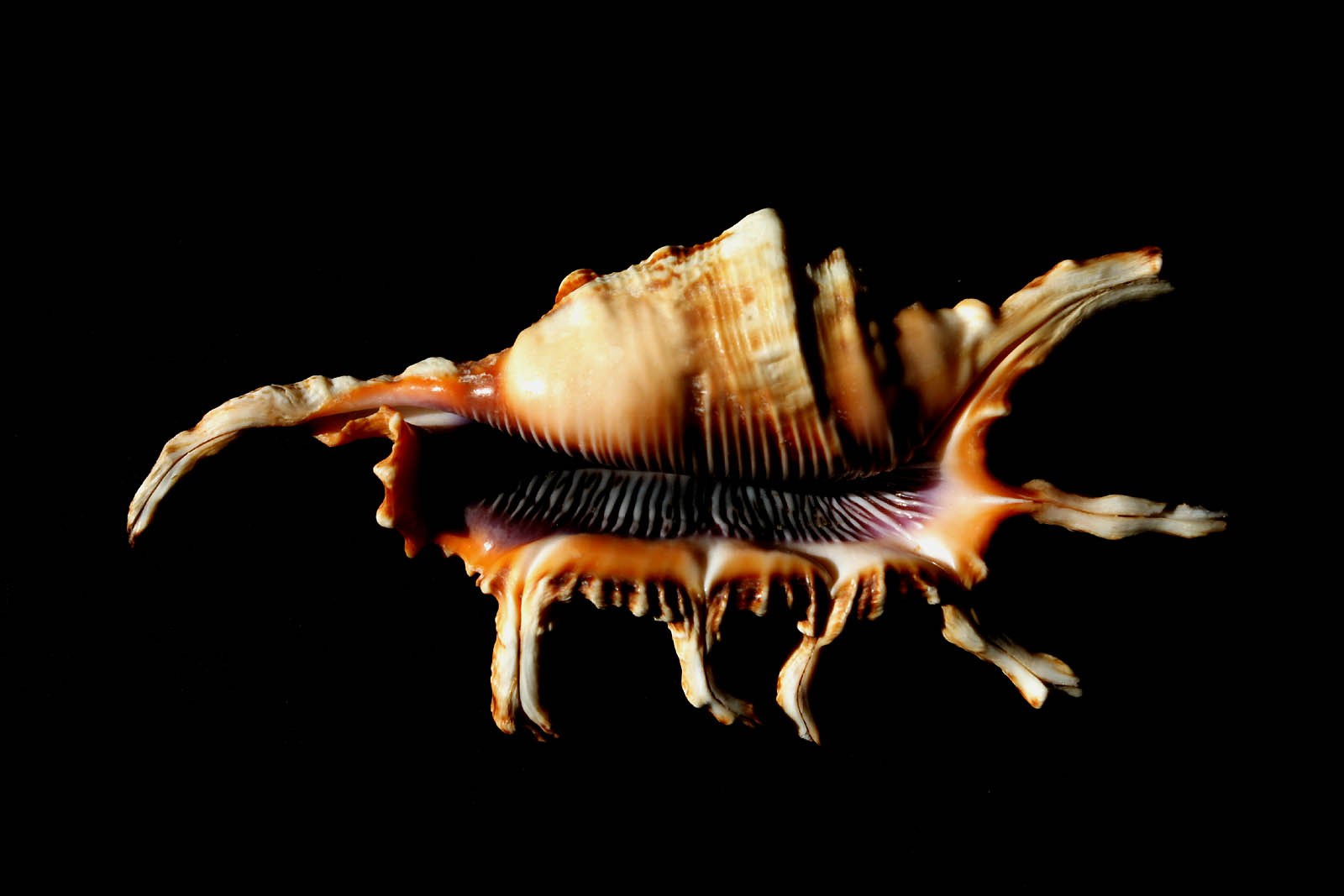
Lambis scorpius
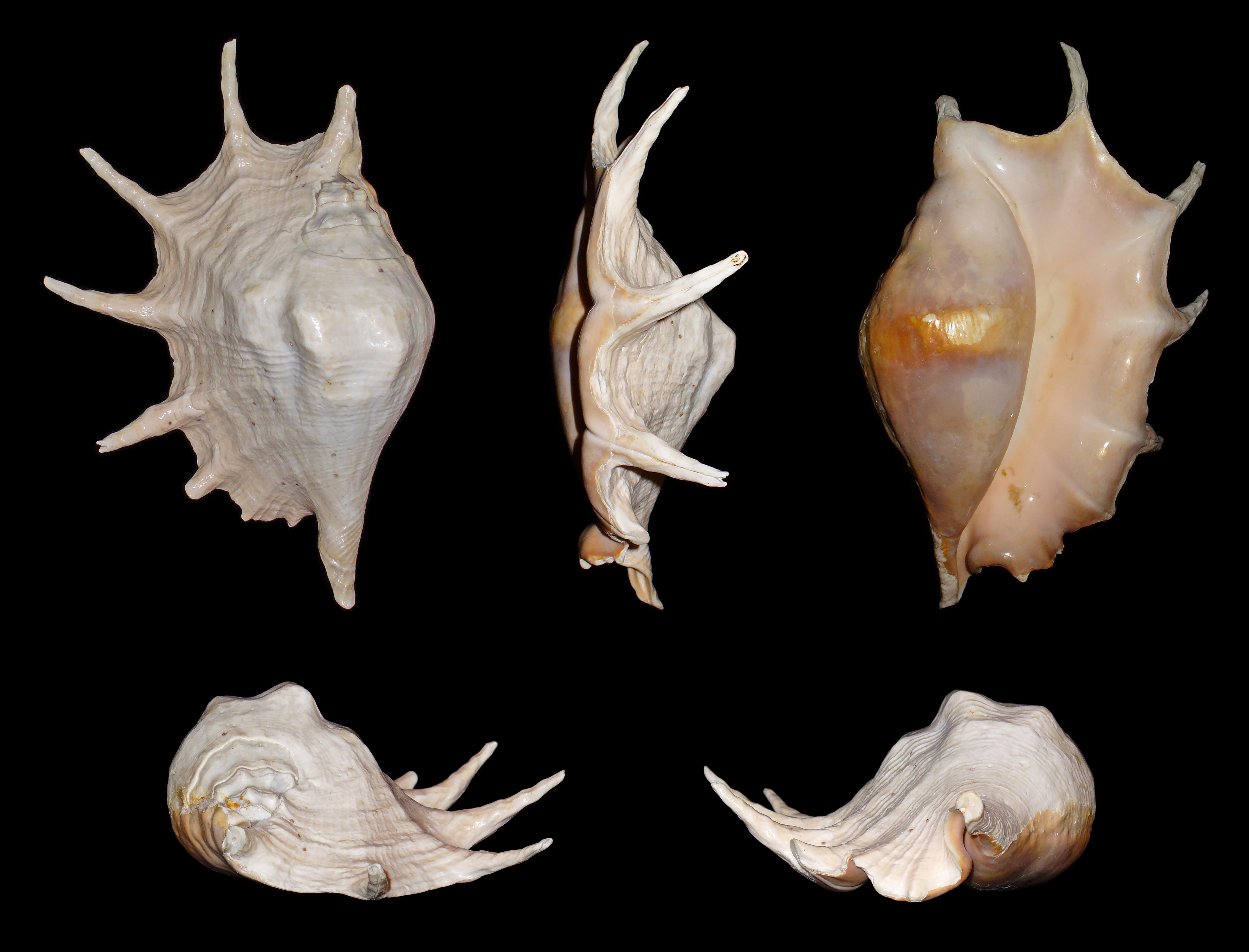
Lambis truncata